# Gare de Néhou
La gare de Néhou était une halte ferroviaire française de la ligne de Coutances à Sottevast, située à proximité du Bourg de la commune de Néhou, dans le département de la Manche en région Normandie. 

## Situation ferroviaire
Établie à 21 mètres d'altitude, la halte de Néhou était située au point kilométrique (PK) 44,169 de la ligne de Coutances à Sottevast, entre les gares de Saint-Sauveur-le-Vicomte et de Bricquebec. 

## Service des voyageurs
Halte fermée et désaffectée.